# Montserrat Fontarnau i Rovira
Montserrat Fontarnau i Rovira (Vic, Osona, 26 d'octubre de 1969) és una atleta catalana especialitzada en curses de mig fons.
Membre del Club Atlètic Vic, guanyà el Campionat d'Espanya juvenil de 1.000 m en pista coberta (1984), i el júnior de 800 m a l'aire lliure (1986) i en pista coberta (1988). En categoria absoluta fou campiona de Catalunya de 800 m (1992, 1997), de 1.500 m (1997), i de 800 m en pista coberta (1995). L'any 1988 establí el rècord català de 1.000 m en pista coberta. També fou sis vegades campiona de Catalunya de cros per equips.